# Carl-Eiwar Carlsson
Carl-Eiwar Carlsson, född 9 februari 1931 i Skutskär i Uppsala län, död 14 juni 1974 i Bandhagen i Stockholm, var en svensk programledare, regissör och skådespelare.

## Verksamhet
Carlsson studerade teater vid Calle Flygare Teaterskola, där han upptäcktes av Topsy Lindblom som drev Nalen i Stockholm. Under 15 år arbetade han på Nalen som regissör och talangscout. Under hans tid där arbetade han med bland andra Anita Lindblom, Carli Tornehave, Anna-Lena Löfgren och Jerry Williams. Utöver det turnerade han med Arne Domnérus orkester och Kabaré Nalen.
Carlsson började som programledare i Melodiradion 1961. Några av de program han ledde var Tio i topp, Topp, pop, muff, Timmen Tumba, Sommartoppen, Det vill jag höra, Det ska vi fira och Kavalkad.